# 斯圖爾特公路

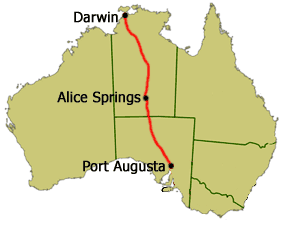

斯圖爾特公路（英語：Stuart Highway）是澳大利亞一條重要的公路，縱貫澳洲大陸。
全段由三個部份組成：國道1號（達爾文港－戴利沃特斯）、國道87號（戴利沃特斯—北領地南澳洲州界）和國號A87號（北領地南澳洲州界－奧古斯塔港）。全長2,834公里。
公路是以第一個穿越澳洲大陸的白人約翰·麥克道爾·斯圖爾特命名，走線亦大致與他當年探險的路線相若。